# Klub Ogniwo
"Ogniwo" — klub polski działający na terenie całego Imperium Rosyjskiego do 1920 roku. W wielu miastach Rosji powstawały (czasami niezależne) kluby "Ogniwa". W Rostowie nad Donem (Rosja) klub istniał w latach 1913—1919. Stanowił centrum życia kulturalnego polskiej kolonii miasta. Odbywały się tu spektakle, koncerty, odczyty, wieczory literacko-muzyczne. Znajdował się na ul. Dmitrijewskaja (obecnie Szaumiana) 133. Prezes — Leopold Zwierzański.
"Ogniwo" współpracowało z wieloma stowarzyszeniami i organizacjami kulturalnymi, oświatowymi, charytatywnymi, skupiającymi Polaków w Rosji, m.in. z Polską Macierzą Szkolną, Polskim Towarzystwem Pomocy Ofiarom Wojny, Polskim Białym Krzyżem, jak również z organizacjami paramilitarnymi i wojskowymi (m.in. ze Związkiem Wojskowych Polaków czy z Polską Ligą Wojenną Walki Czynnej założoną przez Henryka Bagińskiego), oferując szeroko pojętą pomoc.

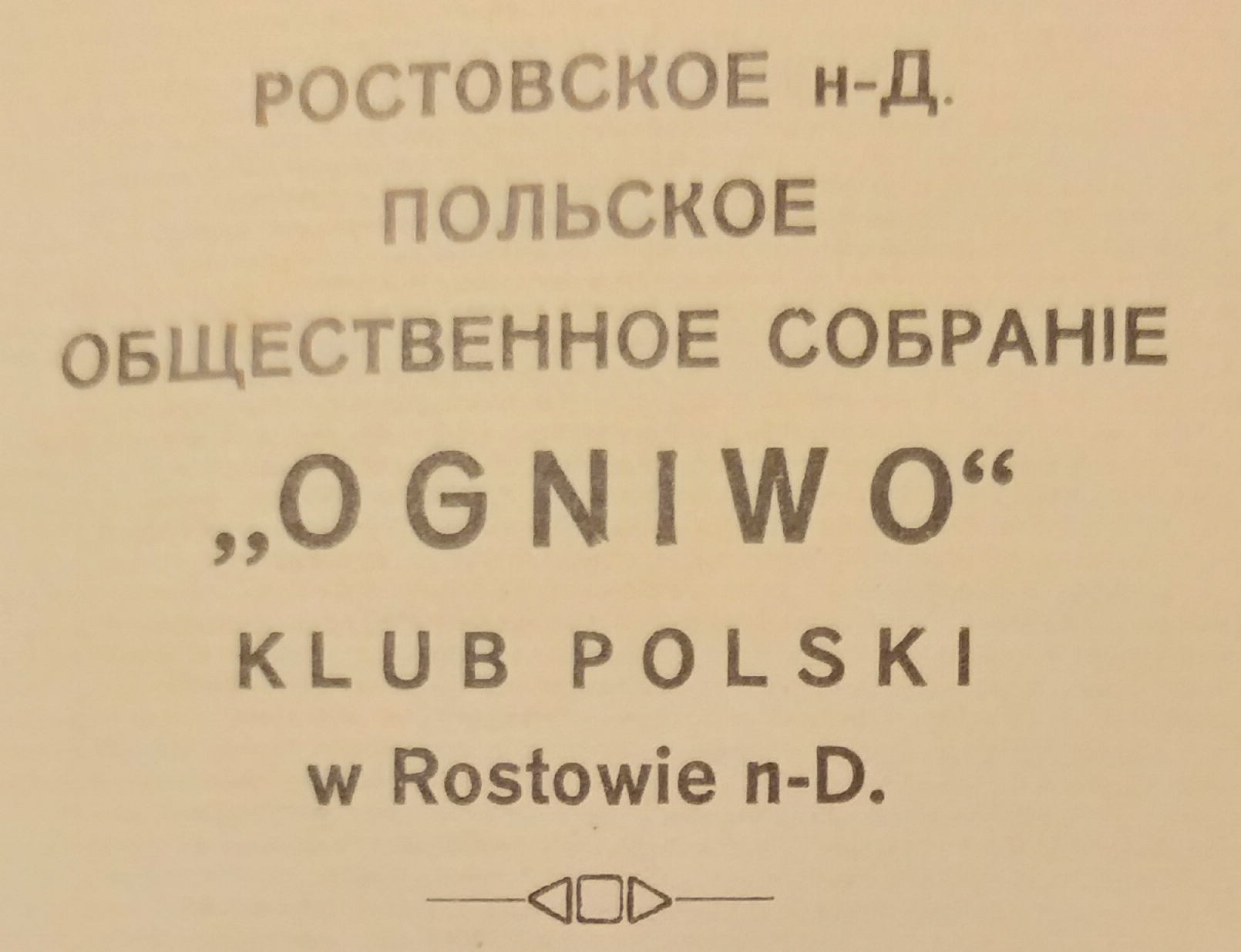

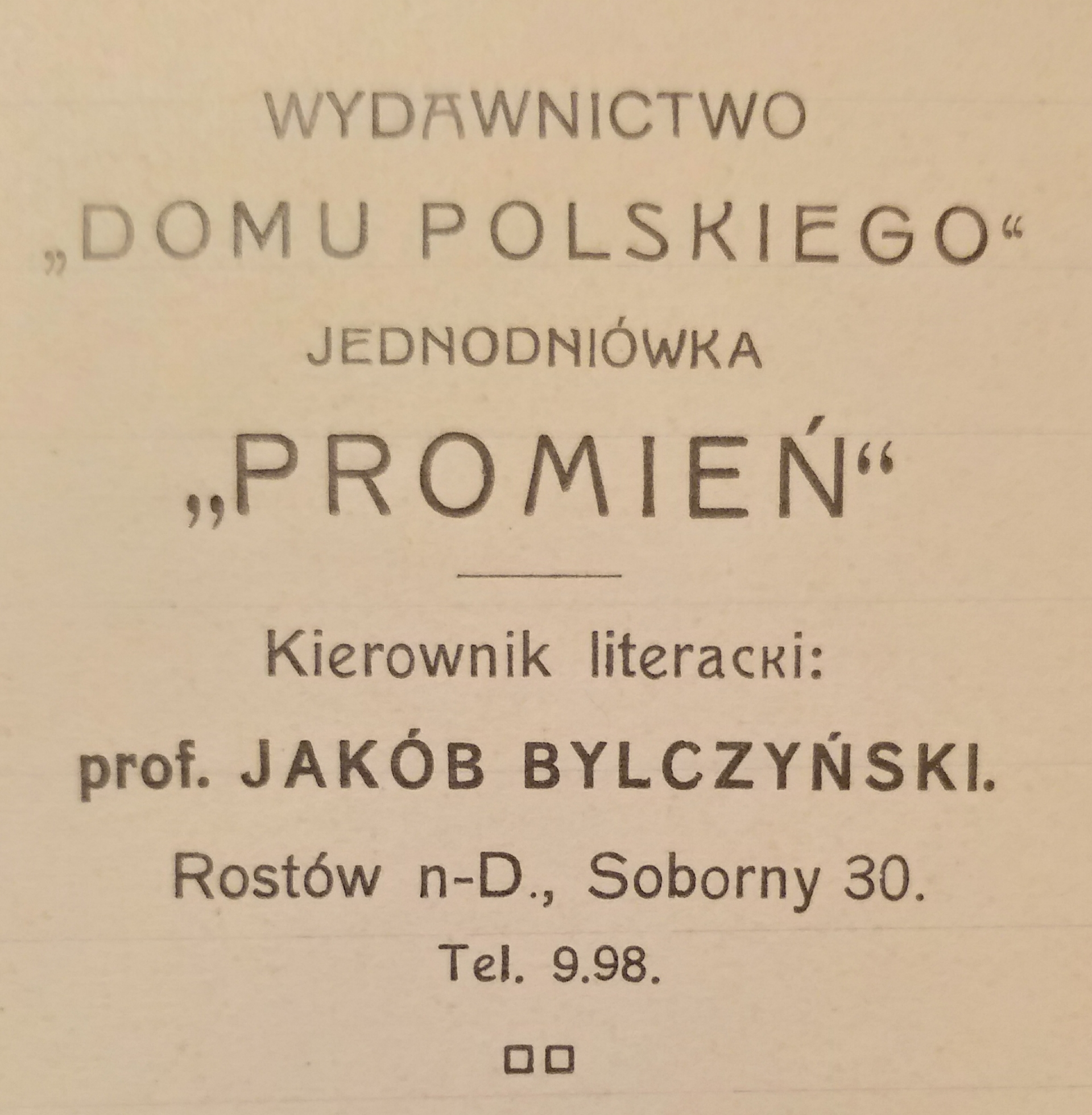